# Elatostema pachyceras
Elatostema pachyceras är en nässelväxtart som beskrevs av Wen Tsai Wang. Elatostema pachyceras ingår i släktet Elatostema och familjen nässelväxter. Inga underarter finns listade i Catalogue of Life.